# Раххо, Паулос Фарадж
Паулос Фарадж Раххо  (بولص فرج رحو араб. ‎), 20.11.1942 г., Мосул, Ирак — 13.03.2008 г., Мосул, Ирак) — католический епископ из Халдейской католической церкви, ординарий архиепархии Мосула c 12 января 2001 года по 12 марта 2008 года. Погиб при захвате исламскими террористами.

## Биография
В 1965 году Паулос Фарадж Раххо окончил семинарию в Багдаде. 10 июня 1965 года был рукоположён в священника. Обучался в Риме в Папском университете Святого Фомы Аквинского. В 1977 году вернулся в Ирак, где служил в приходах Божией Матери Неустанной помощи и святого Павла в Мосуле. По его инициативе были построены церковь Святейшего Сердца Иисуса в Телкифе и резиденция епископа возле Мосула.
16 февраля 2001 года Паулос Фарадж Раххо был рукоположён в епископа и назначен архиепископом архиепархии Мосула.
После вторжения США в Ирак в 2003 году в стране усилились антихристианские настроения, начались гонения местных христиан со стороны исламских фундаменталистов. В 2005 году, когда обсуждалась новая Конституция Ирака, Паулос Фарадж Раххо высказался против положения Конституции, которая объявляла ислам государственной религией и предусматривала первенство шариата, что вызвало негативную реакцию мусульманских кругов.
В 2007 году сопровождал главу Халдейской католической церкви Патриарха Вавилона Халдейского Эммануэля III Делли во время его поездки в Рим, где Патриарх был назначен кардиналом.
28 февраля 2008 года архиепископ Паулос Фарадж Раххо после проведения богослужения в одной из церквей Мосула был похищен исламскими террористами вместе с охраной и водителем. 12 марта террористы объявили, что архиепископ чувствует себя плохо. На следующий день, 13 марта 2008 года, террористы сообщили, что Паулос Фарадж Раххо умер и указали место нахождения его тела. По информации иракских СМИ на теле архиепископа не было найдено следов пыток.